# 보이보디나의 기
보이보디나의 기는 세르비아 보이보디나를 상징하는 기로 2004년 2월 27일에 제정되었다. 빨간색, 파란색, 흰색의 가로 줄무늬가 그려져 있으며 가운데에는 노란색 별 세 개가 그려져 있다.
공식적으로 사용하는 국기는 보이보디나의 기와 전통적인 보이보디나의 기 두 가지가 있다. 두 개의 플래그가 동일한 상태로 지정되어 있다. 2016년 채택된 보이보디나 전통기의 기호와 전통기호의 외관 및 사용에 관한 도의회 의사결정으로 이루어진 국기가 있다.
보이보디나의 기와 전통적인 국기는 모두 세르비아 삼색기를 기반으로 한다. 빨간색, 파란색, 흰색 세 가닥의 가로 가닥으로 구성되어 있으며, 파란색 부분은 깃발에서 상당히 넓어지고 세 가닥 모두 전통적인 깃발에서 같은 너비의 것이다. 보이보디나 기의 푸른 부분에는 보이보디나의 세 지역인 바치카, 바나트, 스렘을 나타내는 세 개의 노란 별이 들어 있다. 보이보디나의 국기는 2004년 2월 27일에 제정되었다. 보이보디나의 전통적인 국기는 중간에 보이보디나의 전통적인 문장이 있는 것과 없는 것의 두 가지 변형을 가지고 있다. 두 변종 모두 동일한 상태를 유지한다. 전통기는 2016년 9월 15일에 제정되었다.

## 색상
보이보디나의 색상은 다음과 같다.

### 공식기
| 색상 | 빨강              | 파랑               | 하양                  | 노랑                |
| ---- | ----------------- | ------------------ | --------------------- | ------------------- |
| RGB  | 222–0–0 (#DE0000) | 0–53–148 (#003594) | 255–255–255 (#FFFFFF) | 255–231–4 (#FFE704) |

### 전통기
| 색상 | 빨강                | 파랑                 | 하양                  |
| ---- | ------------------- | -------------------- | --------------------- |
| RGB  | 236–38–46 (#EC262E) | 37–111–163 (#256FA3) | 253–254–255 (#FDFEFF) |

## 역사

### 세르비아 자치주 보이보디나의 역사
세르비아 보이보디나 헌법에 따르면 이 국기는 세르비아 삼색기(붉은 청백색)였다.
세르비아의 보이보디나의 국기는 1848년에 도입되었고, 오스트리아의 합스부르크 제국 국장으로, 검은 독수리의 가슴에는 세르비아인(세르비아 십자가)의 외투가 그려져 있었다. 세르비아의 무기를 소지한 사람은 비엔나의 황실에 새로이 창설된 보이보드의 충실성을 보여주기 위해 세르비아의 흰 팔이 아닌 오스트리아 검은 독수리였다. 팔의 외투는 황흑색 바탕에 가미되었다. 그리하여 국기는 세르비아의 삼색기를 사용하였고, 국기 가운데에 다른 팔을 두었던 세르비아 공화국의 국기와는 달랐다.
2015년 3월 17일, 보이보디나 의회는 1848년부터 무기와 국기의 역사적 외투의 병행 사용 법안에 대한 3분의 2의 표를 얻지 못했다.

### 1990년대 제안된 비공식 깃발
청색-황색-녹색 깃발(수직-수직-수평)은 보이보디나 사회민주당 연맹, 보이보디나 연합 등 일부 지역주의 정당에서 보이보디나의 비공식 깃발로 사용되었다. 이 깃발은 보이보디나의 미래 깃발이 되어야 한다는 제안과 함께 1990년대(보즈보디나가 공식 깃발을 갖지 않았던 시기)에 도입되었다. 공식 깃발이 채택된 이후 제안된 국기는 대부분 지방의 비공식적인 상징으로 버려졌으며, 오늘날에는 산발적으로 LSV당 깃발로만 사용되고 있다. 1990년대의 국기는 1848년 5월 11일 세르비아 혁명가의 국기로 채택된 국기에 바탕을 두고 있다. 더 정확히 말하면, 그 깃발은 바나티아 군사 프론티어의 게르만-일릭 연대에 속한 샤이카시 대대가 사용하였다. 그러나 원래 깃발은 초록색 대신 갈색을 띠었다. 기의 가로변형도 있다.
1990년대 이 국기를 제안한 사람들은 각각 하늘과 옥수수, 방목지(목초)를 상징하는 파란색, 노란색, 초록색이라고 주장했다. 또 다른 해석은 각각 보이보디나의 하늘과 태양 그리고 비옥한 땅을 나타내는 색깔들이다.
1990년대 이 국기는 베오그라드에서 밀로셰비치 정권에 반대하는 보이보디니아 지역주의 운동의 상징 중 하나였다. 오늘날 이 국기는 보이보디나가 새로운 지역화, 연방화된 세르비아의 구성 공화국이 되어야 한다고 주장한 보이보디나 사회민주당 연맹의 정당 깃발로 사용되고 있다. 그러나 이 당조차도 지금은 보즈보디나의 공식 깃발을 지역의 상징으로 삼고 있다.

## 역대 보이보디나의 기

세르비아계 보이보디나 (1848-1849)
세르비아 사회주의 공화국 (1947-1992)
1990년대에 몇몇 친자율적 정치운동에 의해 사용된 보이보디나의 비공식적인 깃발. 현재 보이보디나 사회민주당 연맹 정당의 깃발이다. (1990-현재)

## 같이 보기
- 보이보디나의 문장
- 세르비아의 국기